# Et une voix pour chanter
Et une voix pour chanter est l'autobiographie de Joan Baez dans laquelle elle relate sa vie, ses expériences en tant qu'artiste depuis sa jeunesse jusqu'en 1987. Son titre original est And a voice to sing with.